# Mark Calcavecchia
Mark John Calcavecchia (født 12. juni 1960 i Laurel, Nebraska, USA) er en amerikansk golfspiller. Han står noteret for 13 sejre på PGA Touren. Hans bedste resultat i en Major-turnering er hans sejr ved British Open i 1989.
Calcavecchia har fire gange, i 1987, 1989, 1991 og 2002 repræsenteret det amerikanske hold ved Ryder Cuppen.

## Sejre på PGA-touren
- 1986: Southwest Golf Classic
- 1987: Honda Classic
- 1988: Bank of Boston Classic
- 1989: Phoenix Open
- 1989 Nissan Los Angeles Open
- 1989 British Open
- 1992: Phoenix Open
- 1995: BellSouth Classic
- 1997: Greater Vancouver Open
- 1998: Honda Classic
- 2001: Phoenix Open
- 2005: Canadian Open
- 2007: PODS Championship